# Orquestra Sinfônica de Saskatoon
A Orquestra Sinfônica de Saskatoon ou Orquestra Sinfónica de Saskatoon é uma orquestra profissional baseada em Saskatoon e administrada pela Sociedade Sinfônica de Saskatoon, que é uma associação sem fins lucrativos.

## História
A orquestra foi fundada em 1927 como uma orquestra amadora. Arthur Collingwood, que foi Professor de Música na Universidade de Saskatchewan, conduziu o primeiro concerto. A orquestra recebeu uma ajuda financeira do Instituto Carnegie em 1931. O Conselho de Artes do Canadá, a Secrearia Artística de Saskatchewan e a cidade de Saskatoon tem mantido a orquestra ao longo dos anos. Atualmente o cargo de diretor artístico e musical é ocupado por Victor Sawa.
A orquestra apresenta-se com o Departamento de Música da Universidade de Saskatchewan, com o Coro Universitário, com os Cantores de Greystone, com os Cantores de Câmara de Saskatoon, com o Coral de Crianças de Saskatoon, com a Orquestra Sinfônica de Regina, com a Orquestra Jovem de Saskatoon e com o Quarteto Amati. Acompanha a Companhia de Ópera Canadense, o Balé Nacional e o Balé Real de Winnipeg em todas suas performances.

## Diretores musicais
- Arthur Collingwood, (1931-1947)
- Professor J.R. Macrae (1947-1950)
- Victor Kviesis (1950-1956)
- Professor Murray Adaskin (1957-1960)
- Alexander Reisman (1960-1963)
- Professor David Kaplan (1963-1969)
- Franz Zeidler (1969-1970)
- Professor David Kaplan (1970-1971)
- Dwaine Nelson (1971-1976)
- Ruben Gurevich (1976-82)
- David Gray (1982-1984)
- Professor Daniel Swift (1984-1991)
- Dennis Simons (1993-1997)
- Earl Stafford (1997-2002)
- Douglas Sanford (2002-2008)[6]
- Earl Stafford (2008-2010)
- Victor Sawa (2010)